# Seixal (Porto Moniz)
Pour les articles homonymes, voir Seixal (homonymie).
Seixal est une freguesia portugaise faisant partie de la municipalité de Porto Moniz, dans la région autonome de Madère.

## Tourisme
Le port de Seixal abrite une plage de sable féquentée.

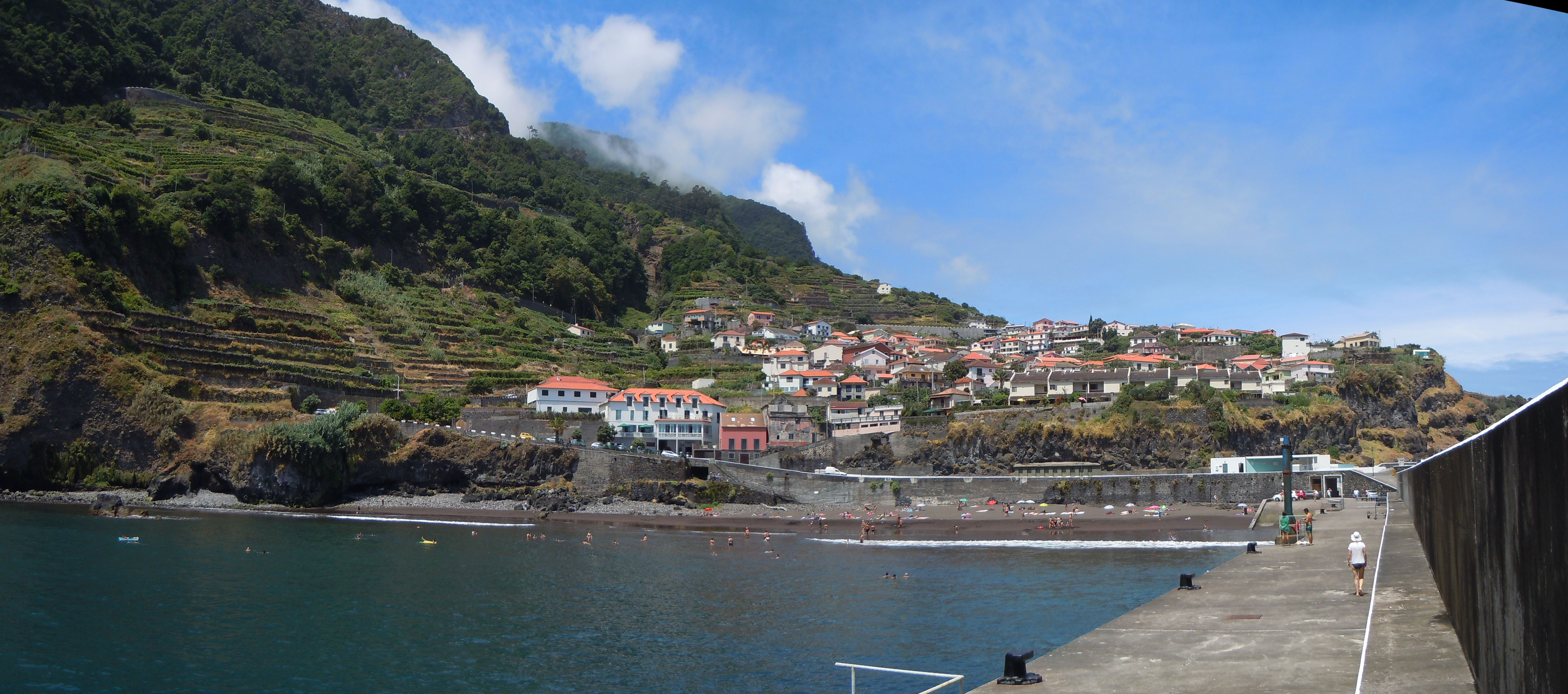
Vue de la plage et du port de Seixal
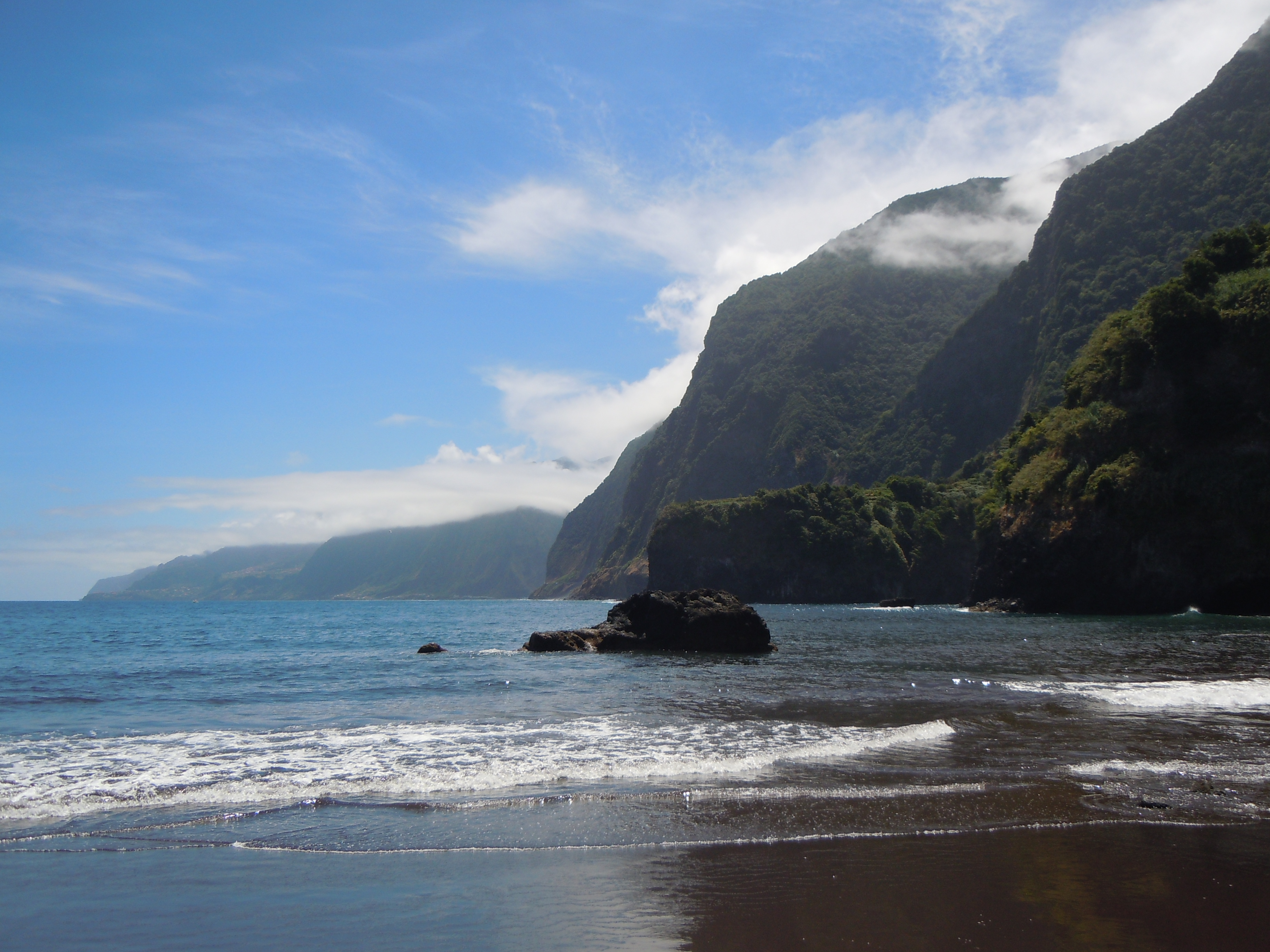
Vue de la côte à l'est de Seixal depuis la plage de Seixal.

La côte à l'est de Seixal, est un site touristique prisé pour ses falaises abrutes. L'ancienne route côtière ER101 est fermée en plusieurs endroits à la suite d'effondrements. Des points de vue ont été aménagés aux endroits les plus spectaculaires comme la  Cascade de Véu da Noiva, chute d'eau de plus 100 m tombant dans l'océan.

## Galerie

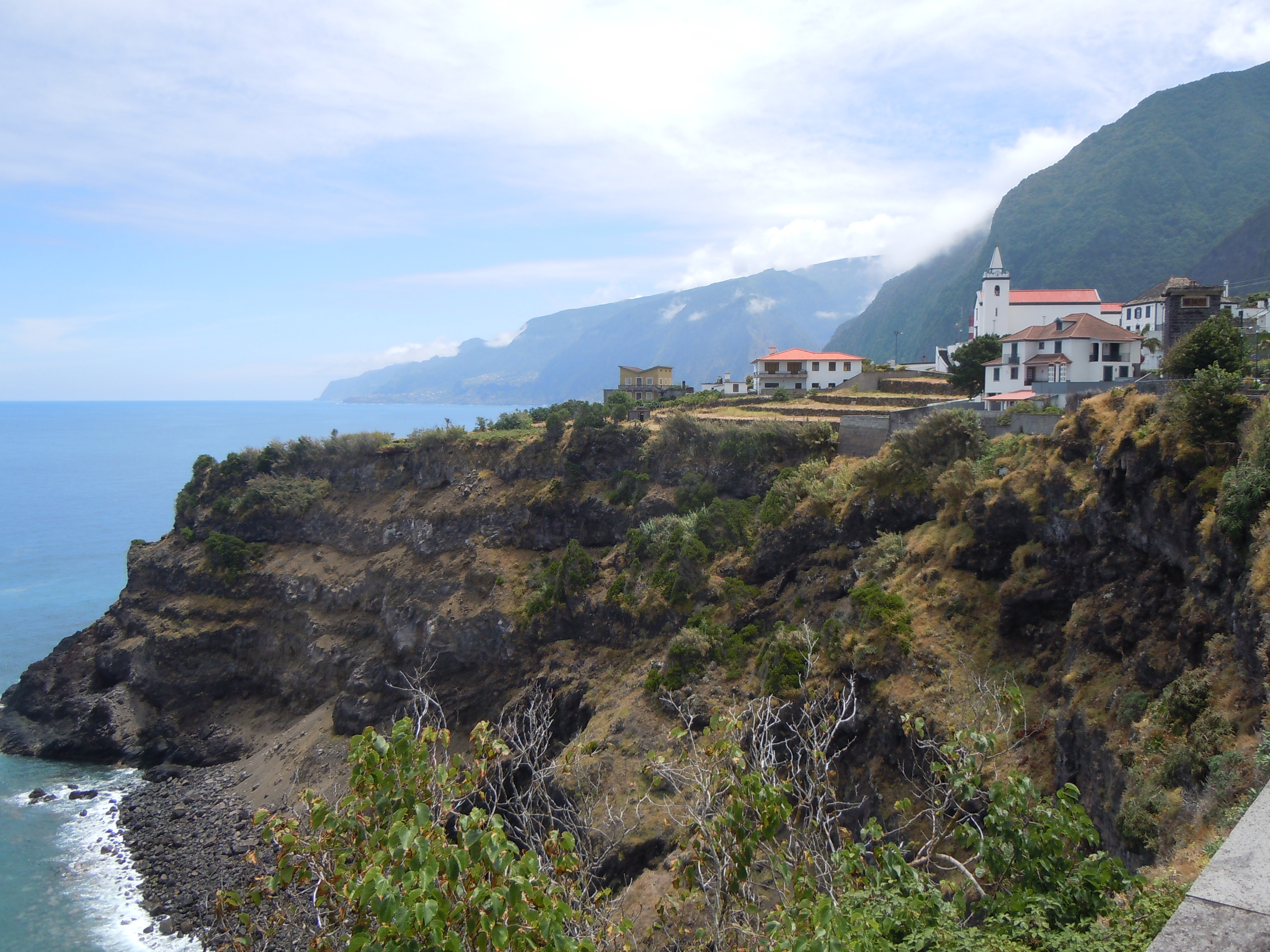
L'église Igreja de Santo Antão, au centre du village.
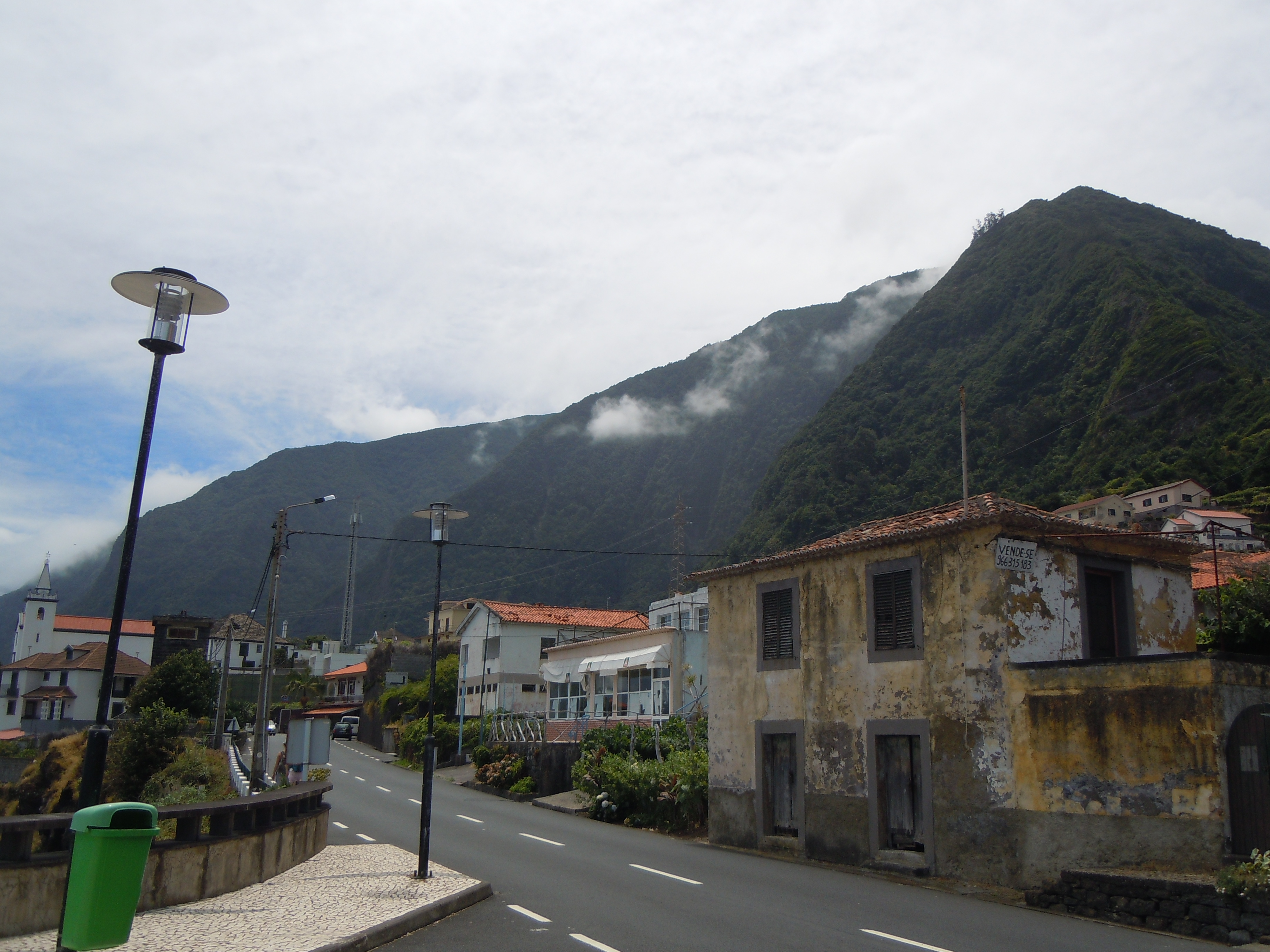
Rue principale
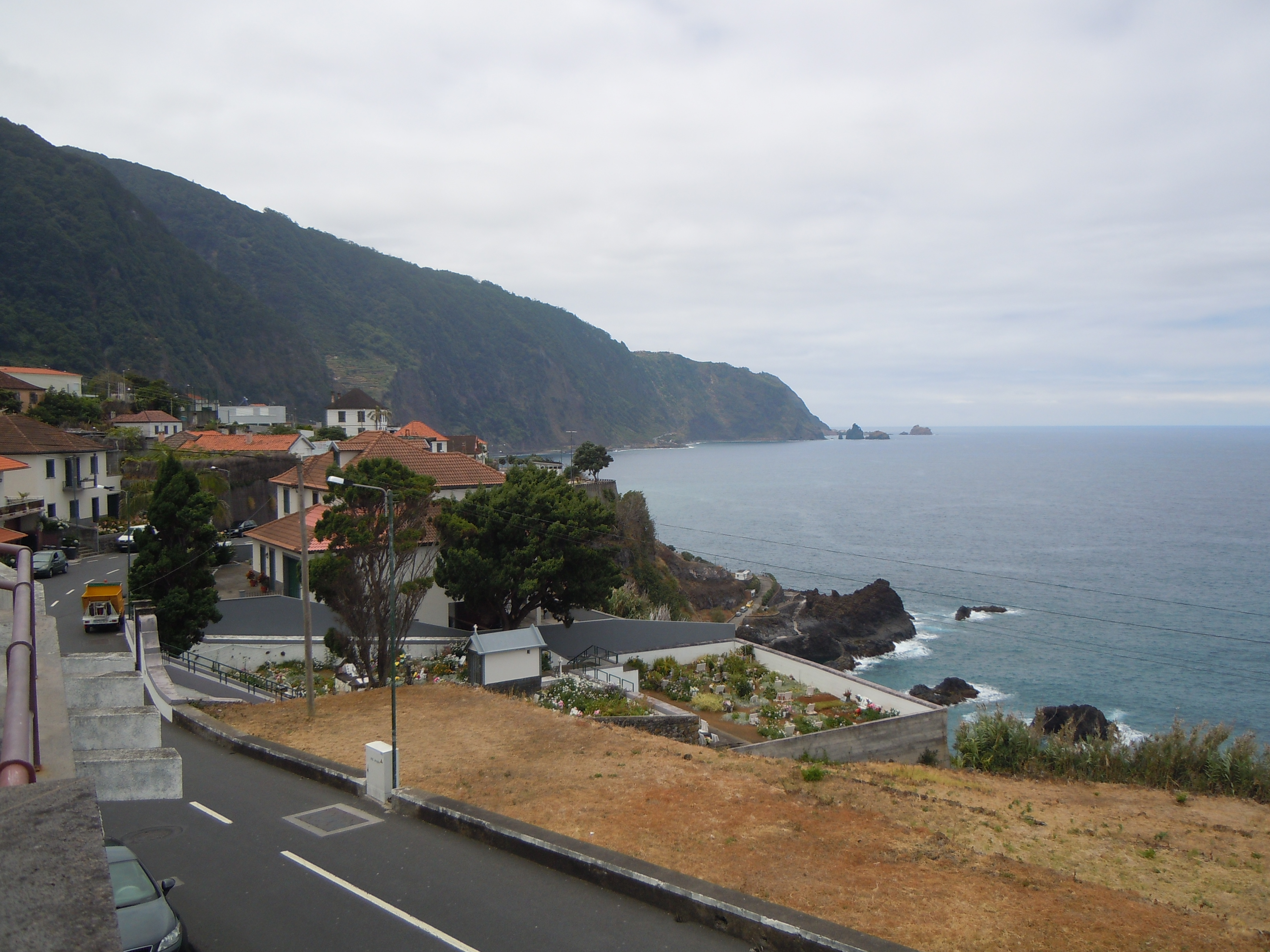
Vue sur le cimetière de Seixal.